# سایوز تی‌ام‌ای-۱۱ام
سایوز-تی‌ام‌ای-۱۱ام (به روسی: Союз )(به معنای اتحاد) یک مأموریت سرنشین دار سازمان ملی فضانوردی روسیه به سمت ایستگاه فضایی بین‌المللی محسوب می‌شود که برای نخستین بار حامل مشعل المپیک به فضا بود.

همچنین فضاپیمای این مأموریت وظیفه ارسال و بازگرداندن تعدادی از فضانوردان گروه اعزامی ۳۸ و گروه اعزامی ۳۹ را نیز بر عهده داشت.

## خدمه مأموریت
| نام              | ملیت                | تعداد پرواز | نقش عملیاتی | تصویر |
| میخائیل تیورین   | روسیه               | ۳           | فرمانده     |       |
| ریچارد ماستراکیو | ایالات متحده آمریکا | ۴           | مهندس پرواز |       |
| کوئیچی واکاتا    | ژاپن                | ۴           | مهندس پرواز |       |

## نگارخانه

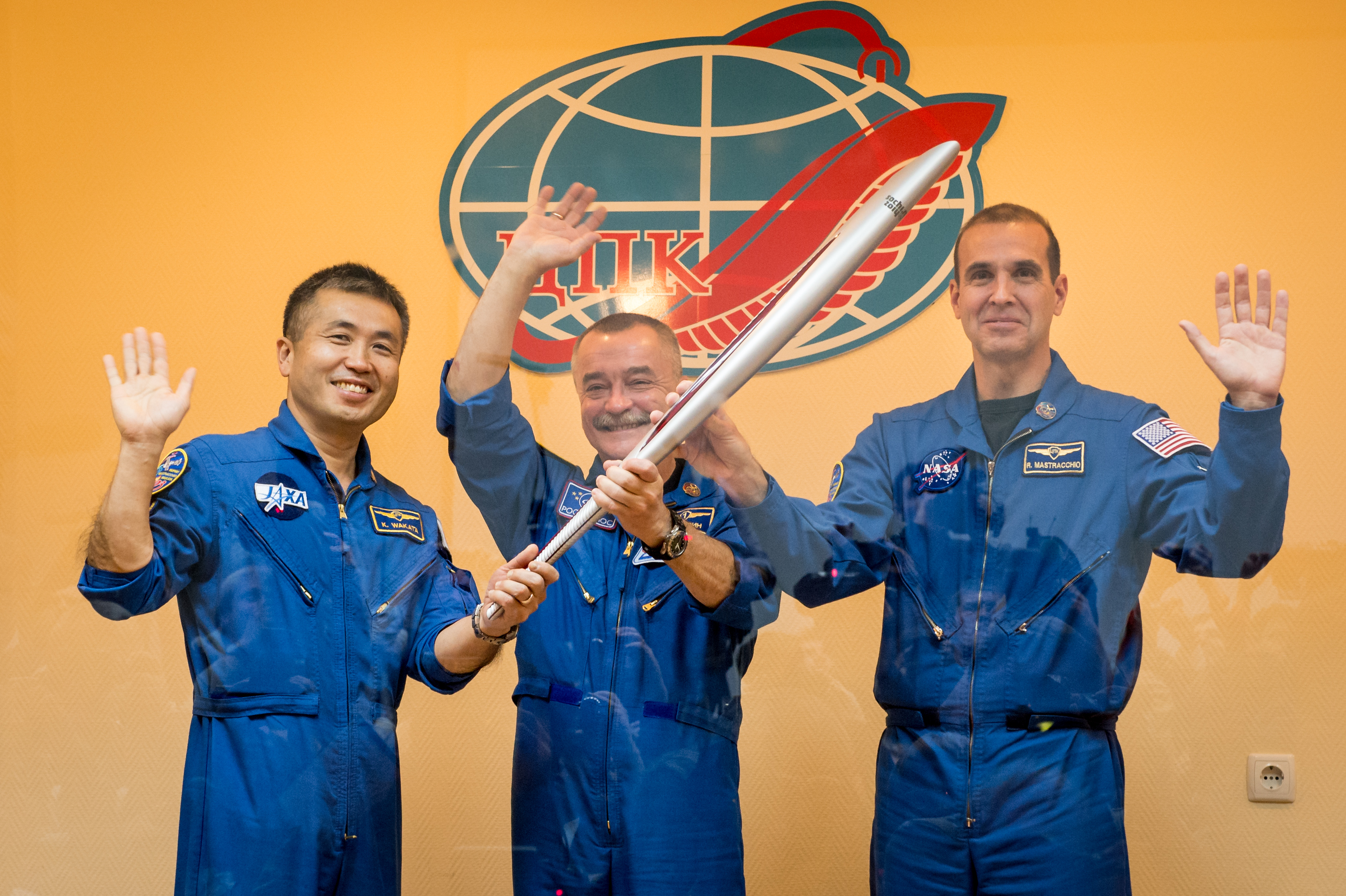
فضانوردان اصلی تی‌ام‌ای-۱۱ام مشعل المپیک را در دست گرفته‌اند
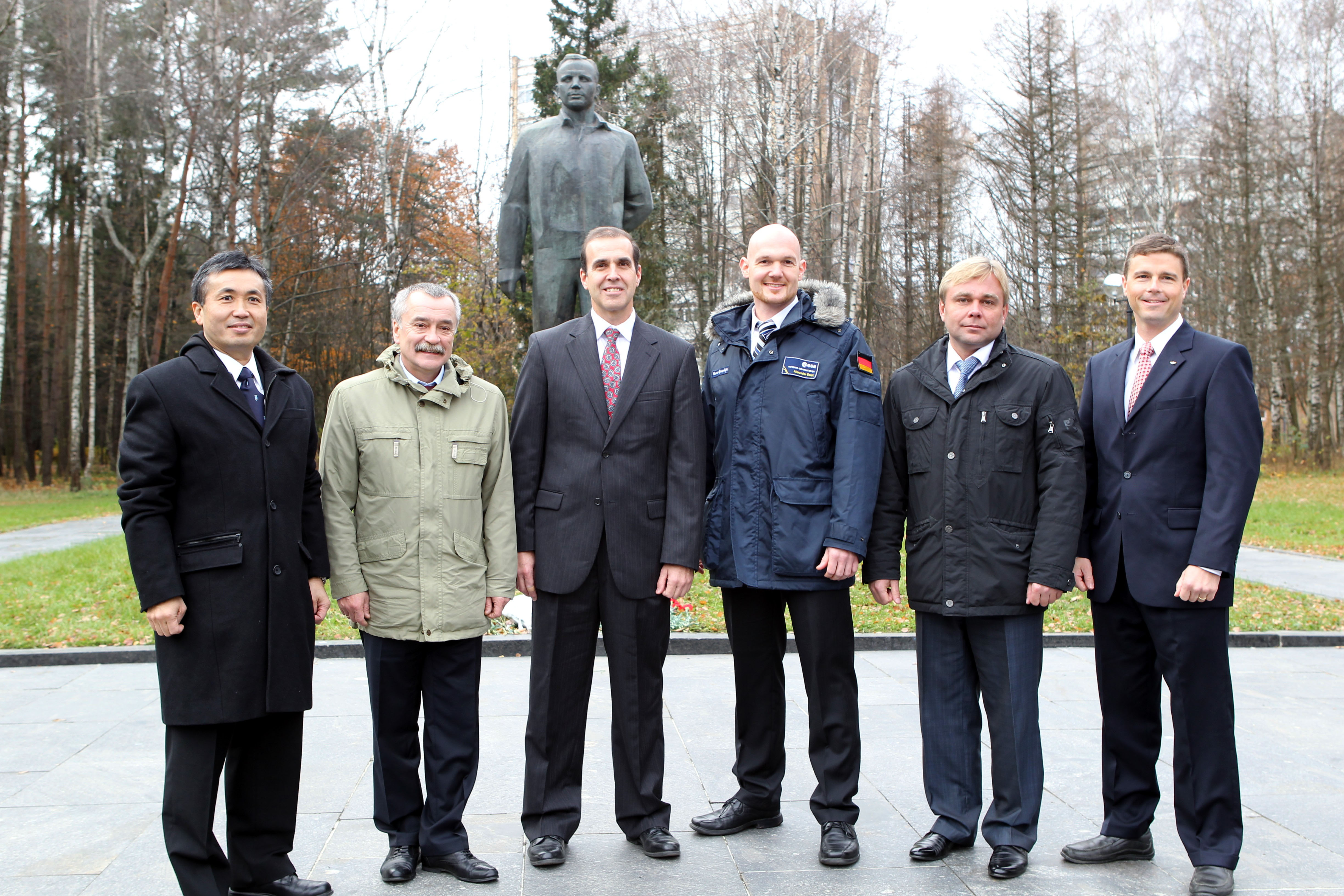
فضانوردان اصلی و پشتیبان تی‌ام‌ای-۱۱ام
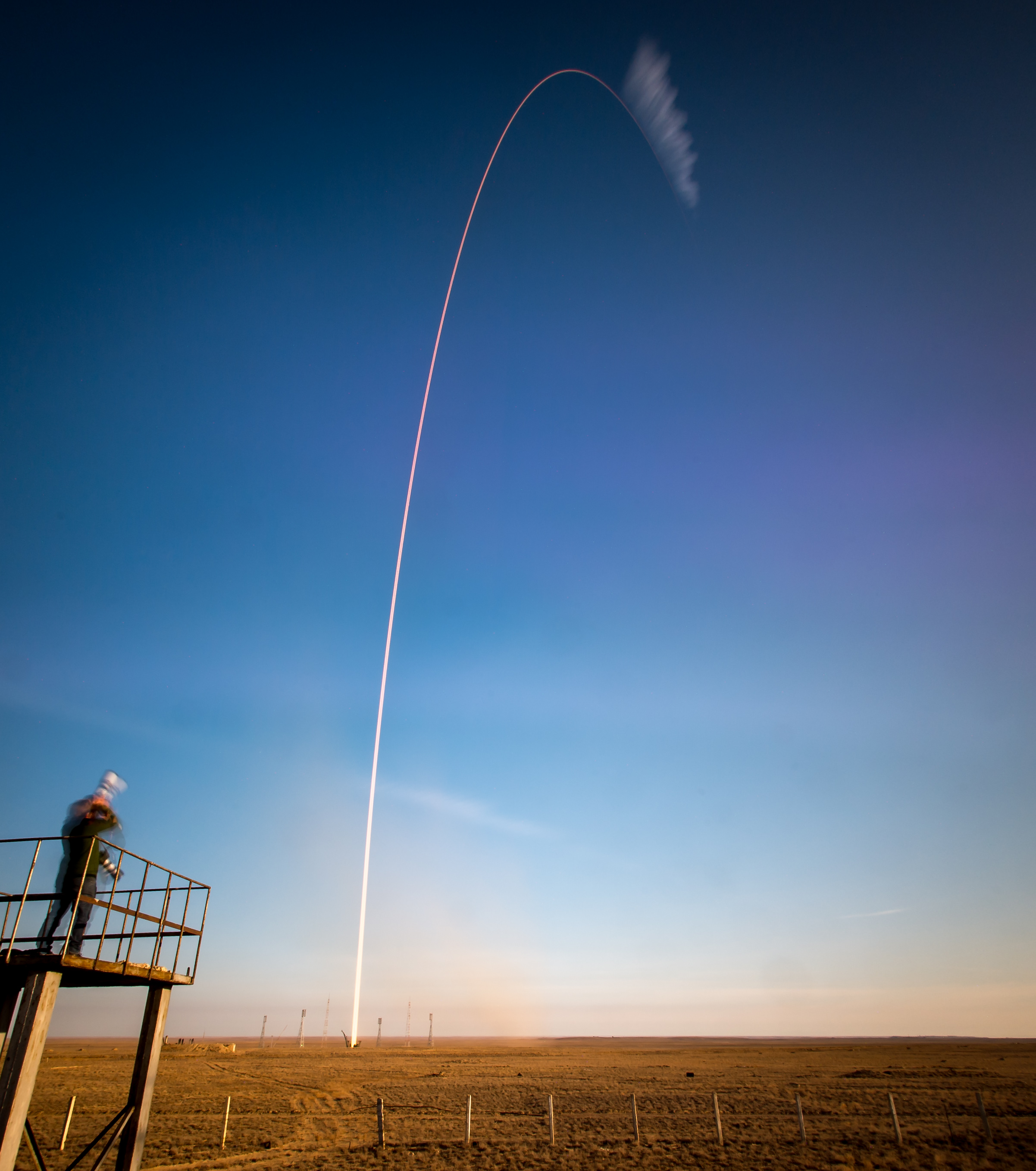
پرتاب تی‌ام‌ای-۱۱ام
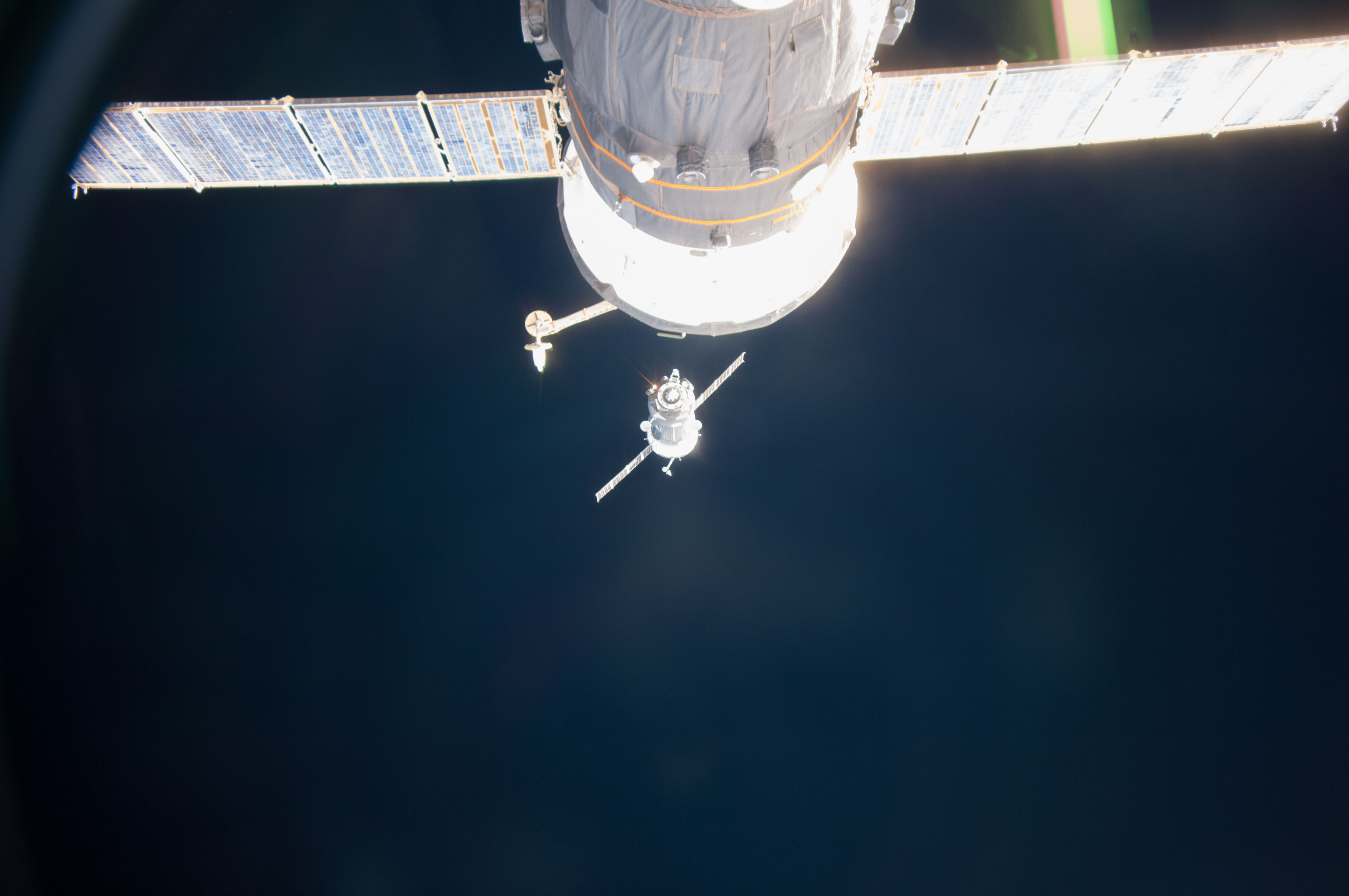
تی‌ام‌ای-۱۱ام در تلاش برای اتصال به ایستگاه
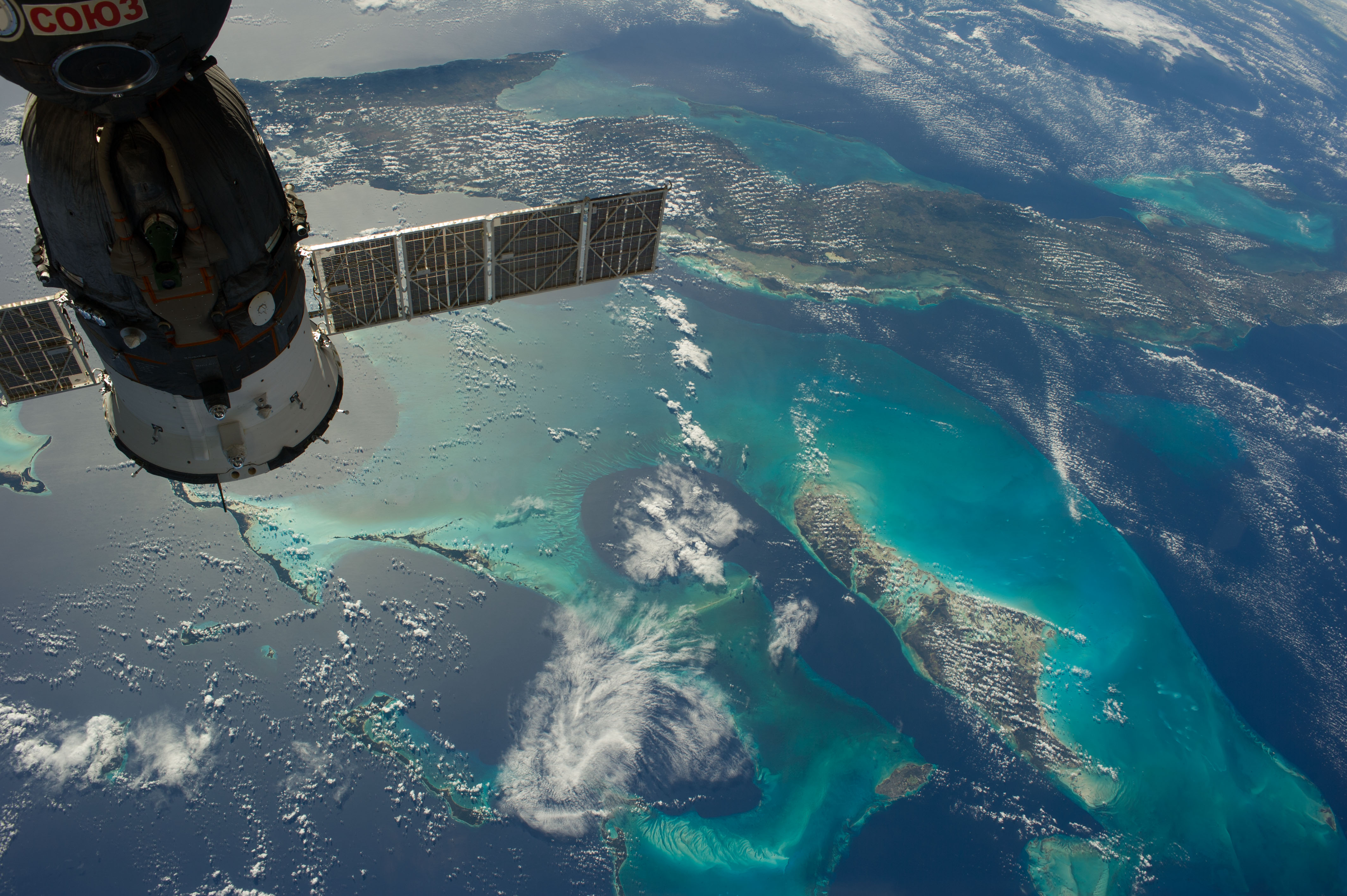
تی‌ام‌ای-۱۱ام متصل به ایستگاه که کشور کوبا نیز در این تصویر دیده می‌شود
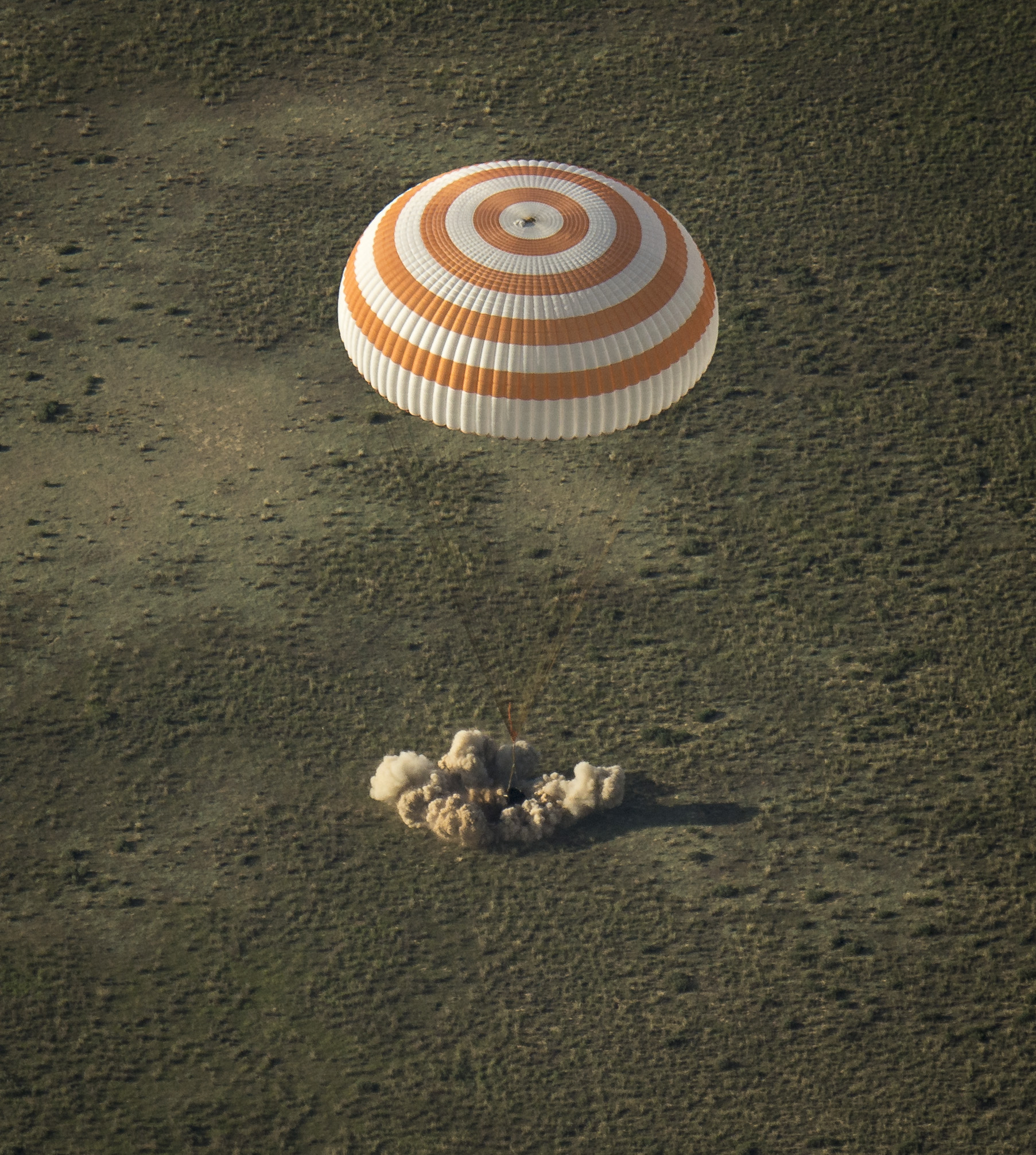
فرود تی‌ام‌ای-۱۱ام
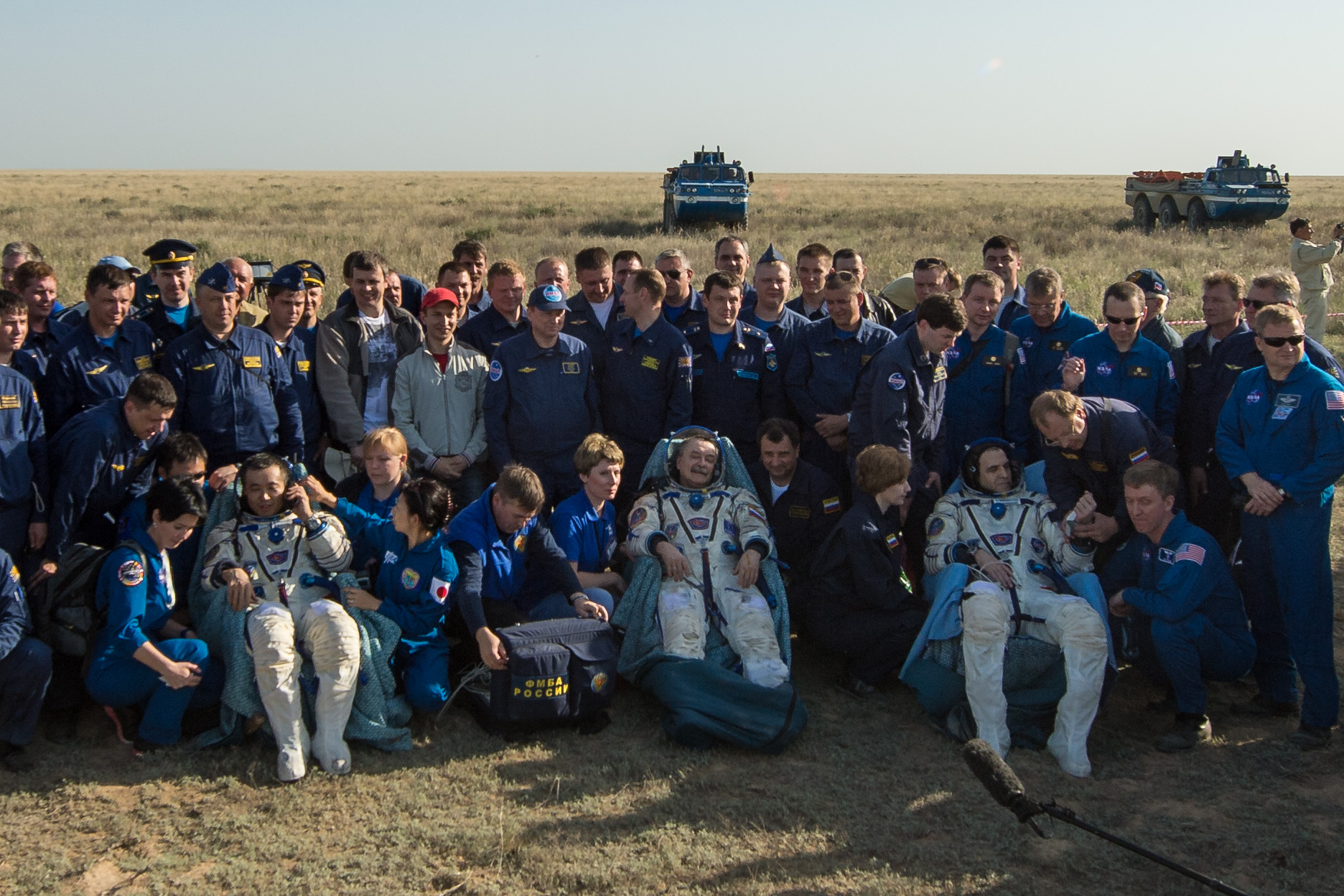
فضانوردان تی‌ام‌ای-۱۱ام پس از فرود